# Automaboulisme et Autorité
 (juillet 2025).
Pour plus de détails, voir Fiche technique et Distribution.
Automaboulisme et Autorité est un film français comique réalisé par Georges Méliès, sorti en 1899.

## Fiche technique
- Titre original : Automaboulisme et Autorité
- Réalisation : Georges Méliès
- Production : Georges Méliès
- Société de production : Star Film
- Pays d'origine :  France
- Format : noir et blanc colorisé - muet
- Date de sortie : 
  - France : 1899

## Distribution
- Georges Méliès